# بخش دورا
بخش دورا یک منطقهٔ مسکونی در جیبوتی است که در منطقه تاجوره واقع شده‌است.